# Tulčík
Tulčík es un municipio del distrito de Prešov en la región de Prešov, Eslovaquia, con una población estimada a final del año 2024 de 1334 habitantes.
Se encuentra ubicado en el centro-sur de la región, en el valle del río Torysa (cuenca hidrográfica del río Tisza) y cerca de la frontera con la región de Košice.

## Demografía
| Año        | 1994 | 2004    | 2014    | 2024    |
| ---------- | ---- | ------- | ------- | ------- |
| Población  | 1271 | 1304    | 1327    | 1334    |
| Diferencia |      | +2,59 % | +1,76 % | +0,52 % |

| Año        | 2023 | 2024    |
| ---------- | ---- | ------- |
| Población  | 1324 | 1334    |
| Diferencia |      | +0,75 % |